# UQ Holder!
UQ Holder! ist eine Shōnen-Manga-Serie von Ken Akamatsu, die zwischen 2013 und 2022 in Japan erschien. Sie ist in die Genres Fantasy, Harem, Action und Abenteuer einzuordnen und wurde in mehrere Sprachen übersetzt. Die Serie handelt von den Abenteuern eines Jungen in einer nahen Zukunft, in der Magie entdeckt wurde und zusammen mit hochentwickelter Technologie eingesetzt wird.
Die Serie spielt im selben Serienuniversum wie Akamatsus vorige Serie Magister Negi Magi und wurde 2017 als Anime umgesetzt.

## Inhalt
Der jugendliche Tōta Konoe (近衛 刀太) lebt nach dem Tod seiner Eltern zwei Jahre zuvor bei seiner Lehrerin Yukihime (雪姫). Er lebt auf dem Land, doch wie seine Freunde will Tōta in die Hauptstadt und dort sein Glück machen, schließlich auf den dort aufragenden, riesigen Turm und von dort ins All. Von auf dem Turm soll auch Yukihime kommen. Sie müssen die Kinder besiegen, damit das Dorf sie in die Stadt ziehen lässt, also versuchen sie immer wieder ihr Glück im Kampf gegen die starke Frau, die auch noch Magie beherrscht.
Eines Tages erscheint ein Attentäter, der auf Yukihime angesetzt ist. Tōta wird schwer verletzt und nur durch das Blut Yukihimes kann er gerettet werden. Diese offenbart sich als 700 Jahre alte Vampirin und Teil der Organisation UQ Holder. Tōta ist nun unsterblich, erhält ein magisches Schwert und wird Teil dieser Organisation. In dieser gilt es, Aufträge zu erfüllen, um aufzusteigen und seinem Ziel näher zu kommen. Dabei werden er und Yukihime vom geheimnisvollen Schwertkämpfer Kuromaru begleitet.

## Veröffentlichung
Die Serie wurde vom Verlag Kodansha zwischen dem 28. August 2013 (Ausgabe 39/2013) und dem 22. Juni 2016 (Ausgabe 30/2016) im Weekly Shōnen Magazine veröffentlicht. Danach legt der Manga eine Pause ein, ehe die weiteren Kapitel zwischen Oktober 2016 und Februar 2022 im Bessatsu Shōnen Magazine erschienen.
Die Einzelkapitel wurden gesammelt in insgesamt 28 Sammelbänden herausgebracht. Diese verkaufen sich in Japan jeweils über 90.000 mal.
Kodansha selbst veröffentlicht auch eine englische Übersetzung in den USA und parallel zur japanischen Magazinveröffentlichung sind die Kapitel auf Englisch auf der Plattform Crunchyroll zugänglich. Eine französische Fassung erscheint bei Pika Édition und eine chinesische bei Tong Li Publishing.
Eine deutsche Übersetzung erschien von März 2016 bis Oktober 2023 bei Egmont Manga mit allen 28 Bänden.

## Anime
Im Juni 2016 wurde bekannt, dass die Serie auch als Anime umgesetzt werden soll. Zunächst erschien am 8. September 2017 eine Original Video Animation mit 25 Minuten Laufzeit. Sie entstand bei J.C.Staff unter der Regie von Yōhei Suzuki. Es folgte die Produktion einer Fernsehserie beim gleichen Studio und Regisseur. Hauptautoren waren Ken Akamatsu und Shogo Yasukawa und das Charakterdesign entwarf Masahiro Fujii. Die künstlerische Leitung lag bei Tomonari Suzuki.
Die erste Folge wurde am 3. Oktober 2017 in Japan unter dem Namen UQ Holder!: Mahou Sensei Negima! 2 ausgestrahlt. Die Sender Tokyo MX, Sun TV, KBS, BS11, AT-X und tvk zeigten die 12 Folgen bis 18. Dezember 2017. Eine englische Ausstrahlung erfolgte bei Animax Asia und mit englischen Untertiteln über diverse Onlineplattformen. Eine deutsch untertitelte Fassung wurde von Wakanim veröffentlicht. Auch französisch, russisch, spanisch und portugiesisch untertitelte Veröffentlichungen folgten.
Am 8. Februar 2019 startete die erste Folge in deutscher Sprache auf Pro7 Maxx.

### Episodenliste
| Episode | Japanischer Titel                                             | Deutscher Titel                         |
| ------- | ------------------------------------------------------------- | --------------------------------------- |
| 01      | Bijo to Shounen (美女と少年)                                  | Die Schöne und der Junge                |
| 02      | Hadaka de Deaeba Dachi ni Naru (裸で出会えば友達[ダチ]になる) | Nacktbekanntschaften werden zu Freunden |
| 03      | Fushibito-tachi no Shiro (不死人たちの城)                     | Palast der Unsterblichen                |
| 04      | Shikaku Shuurai (刺客襲来)                                    | Invasion der Assassinen                 |
| 05      | Magia Erebea (闇の魔法[マギア・エレベア])                     | Magia Erebea                            |
| 06      | Kuroumaru wa Kurou Suru (九郎丸は苦労する)                    | Kuromarus dunkle Tage                   |
| 07      | Reset & Restart (リセット & リスタート)                       | Reset und Restart                       |
| 08      | Fate Hokaku Sakusen (フェイト捕獲作戦)                        | Operation: Halte das Schicksal fest     |
| 09      | Koi to Ofuro no Hanpuku Undou (恋とお風呂の反復運動)          | Liebe, Bäder und kraftvolle Übungen     |
| 10      | Mahora Gakuen e Youkoso (麻帆良学園へようこそ)                | Willkommen in der Mahora Akademi        |
| 11      | Kanojo no Koi no Monogatari (彼女の恋の物語)                  | Ihre Liebesgeschichte                   |
| 12      | Adeat! Tsukisenu Omoi (来れ[アデアット]! 尽きせぬ想い)        | Adeat! Immerwährende Liebe              |

### Synchronisation
| Charakter                 | Japanischer Sprecher (Seiyū) | Deutscher Sprecher  |
| ------------------------- | ---------------------------- | ------------------- |
| Tōta Konoe                | Yuka Takakura                | Tom Raczko          |
| Karin Yuuki               | Yui Ogura                    | Sophie Lechtenbrink |
| Kirie Sakurame            | Ai Kayano                    | Angelina Geisler    |
| Kuroumaru Tokisaka        | Yūki Hirose                  | Vincent Borko       |
| Yukihime                  | Yuki Matsuoka                | Diana Borgwardt     |
| Evangeline A. K. McDowell | Yuki Matsuoka                | Betty Förster       |
| Sayo Aisaka               | Yuri Shiratori               |                     |
| Yue Ayase                 | Natsuko Kuwatani             |                     |
| Fate Averruncus           | Akira Ishida                 |                     |
| Ikkuu Ameya               | Tetsuya Kakihara             | Julius Jellinek     |
| Albireo Imma              | Daisuke Ono                  | David Wald          |
| Negi Springfield (klein)  | Rina Satou                   |                     |

### Musik
Die Musik der Serie wurde komponiert von Kei Haneoka und Shunpei Ishige. Der Vorspanntitel ist Happy Material, der Abspann wurde unterlegt mit dem Lied Steady → GO!!. Beide Lieder wurden gesungen von Yuka Takakura, Yūki Hirose, Ai Kayano, Yui Ogura, Sayaka Harada und Akari Kitō.

## Rezeption
„Wie schon in Negima! Magister Negi Magi geizen die weiblichen Figuren […] nicht mit ihren Reizen“, schreibt die Animania über den Manga. Dennoch seien die Etchi-Szenen vergleichsweise harmlos und immer in die Handlung eingebettet. Das „typische Shonen-Artwork“ des Zeichners sei „kleinteilig, routiniert und schick“ und die Geschichte biete neben Action auch intensive Dialoge und Slapstick. Die schnell erzählte Handlung widme sich neben genretypischer Action und Humor außerdem „auf originelle Art brisanten Gender-Fragen“.